# Szobekemszaf (királyné)
Szobekemszaf ókori egyiptomi királyné volt a XVII. dinasztia idején; VI. Antef fáraó felesége és egy azonosítatlan fáraó – VII. Antef, II. Szobekemszaf vagy Szenahtenré Jahmesz – testvére.

## Élete
Neve (sbk-m-z3=f; jelentése: „Szobek védelmezi őt”) nyelvtanilag hímnemű. Bár a névnek létezik nőnemű változata (sbk-m-z3=s), a királynéé minden forrásban ezzel az írásmóddal szerepel, tehát nem írnoki hibáról van szó; lehetséges, hogy egy felmenője után kapta. Ebben a korban más esetben is előfordult, hogy a nevek nyelvtani neme nem tükrözte viselőjük természetes nemét.
Neve fennmaradt karpereceken és egy függőn, melyeket ma a British Museumban őriznek, valamint egy Edfuban, családja városában talált, a XVIII. dinasztia idejéből származó sztélén (Kairó, CG 34009), melyen egy Juf nevű hivatalnok számol be Szobekemszaf hercegnő – vagy a királyné, még hercegnő korában, vagy egy azonos nevű lánya – sírjának helyreállításáról. A sztélén megemlítik a királyné lánytestvérét, Neferunit is, valamint anyjukat, akinek neve a sztélé sérülése miatt nem látható, de címe alapján egy fáraó – talán Rahotep – leánya volt.

## Címei
Forrás:
- A király felesége (ḥm.t-nswt),
- Nagy királyi hitves (ḥmt-nỉswt wr.t),
- Aki egy a fehér koronával (ẖnm.t-nfr-ḥḏ.t),
- A király lánya (z3.t-nỉswt),
- A király nővére (zn.t-nswt)